# Merești
Merești (en hongrois : Homoródalmás) est une commune roumaine du județ de Harghita, dans la région historique de Transylvanie. Elle est composée d'un seul village, Merești.

## Localisation
Merești est située à l'extrémite sud de la comté de Harghita (au l'est de la Transylvanie) dans le Pays Sicule, au pied des Monts Harghita, sur les rives de la rivière Merești, à 50 km de la ville de Miercurea Ciuc.

## Monuments et lieux touristiques
- L'église unitarienne (construite entre 1789-1993), monument historique
- Réserve naturelle Cheile Vârghișului (aire protégée avec une superficie de 830,10 ha)[2]
- Site archeologique Pipások Dombja
- Rivière Merești
- Monts Harghita

## Relations internationales
La commune de Merești est jumelée avec:
- Géberjén (Hongrie)
- Körösszakál (Hongrie)
- Tokod (Hongrie)